# Carex arnellii
Carex arnellii är en halvgräsart som beskrevs av Christ och Nils Johan Wilhelm Scheutz. Carex arnellii ingår i släktet starrar, och familjen halvgräs. Inga underarter finns listade i Catalogue of Life.